# Georg Rietschel

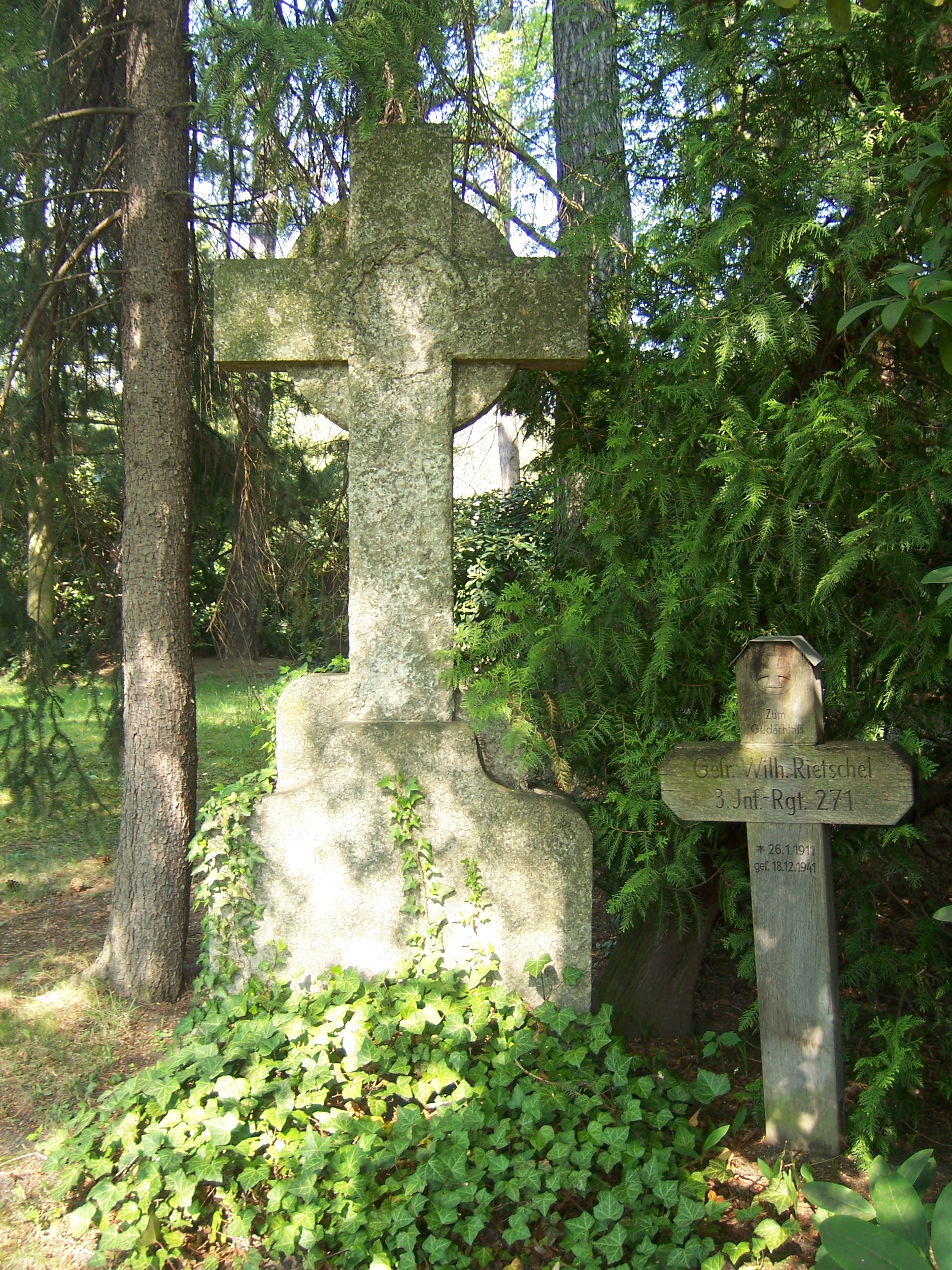
Georg Rietschels grav.

Georg Rietschel, född den 10 maj 1842 i Dresden, död den 13 juni 1914 i Leipzig, var en tysk evangelisk teolog,  son till Ernst Rietschel och bror till Hermann Rietschel.
Rietschel blev 1878 superintendent i Wittenberg och var 1889-1911 professor i praktisk teologi i Leipzig. Där utövade han stort inflytande både som teolog och universitetspredikant. I Sverige är han mest känd genom sin värdefulla Lehrbuch der Liturgik (I, 1900, II, 1909).